# Paleomilieu
Een paleomilieu is een voormalig milieu, een leefomgeving die bestond in het verleden. Het gaat dan om een land- of wateromgeving die is ontstaan tijdens een bepaald geologisch tijdperk. Door het bestuderen van fossielen en aardlagen kunnen wetenschappers informatie vergaren over het toenmalige klimaat, de vegetatie en de dieren die in een paleomilieu leefden.
De studie van paleomilieus kan belangrijke inzichten geven over hoe het klimaat in het verleden is veranderd, en hoe dit de evolutie van het leven op aarde heeft beïnvloed. Dit kan helpen om beter te begrijpen hoe het klimaat vandaag de dag werkt en hoe te reageren op de huidige klimaatverandering of global warming.
Bij het onderzoeken van paleomilieus worden verschillende wetenschappelijke methoden gebruikt, zoals het analyseren van fossielen, het bestuderen van aardlagen en het doen van meteorologische en geochemische tests. De resultaten van deze onderzoeken kunnen inzicht geven in het leven en het milieu van het verleden, wat kan helpen om beter te begrijpen hoe het leven op aarde is ontstaan en hoe het zich heeft ontwikkeld.